# Llista de Béns Culturals d'Interès Nacional del Segrià
Llista de Béns Culturals d'Interès Nacional del Segrià inscrits en el Registre de Béns Culturals d'Interès Nacional (BCIN) del Departament de Cultura de la Generalitat de Catalunya per a la comarca del Segrià. Inclou els béns immobles més rellevants del patrimoni cultural que tenen la categoria de protecció de major rang com a unitat singular, conjunt, espai o zona amb valors culturals, històrics o tècnics.
L'any 2018, el Segrià comptava amb 51 béns culturals d'interès nacional classificats en 43 monuments històrics, 1 conjunt històric i 7 zones arqueològiques. A continuació es mostren les últimes dades disponibles ordenades per municipis.

## Patrimoni arquitectònic
| Monument                                                                                       | Protecció       | Estil/època                           | Localització                                       | Coordenades                                          | Codi?         | Imatge |
| ---------------------------------------------------------------------------------------------- | --------------- | ------------------------------------- | -------------------------------------------------- | ---------------------------------------------------- | ------------- | --- |
| Castell d'Aitona, o Palau d'Aitona                                                             | BCIN 259-MH-ZA  | Romànic XII-XIII, XV-XVI              | Aitona                                             | 41° 29′ 47″ N, 0° 27′ 35″ E / 41.496464°N,0.459753°E | RI-51-0006210 | Castell d'Aitona · Vegeu més fotos d'aquest monument · Carregueu una nova foto d'aquest monument                            |
| Castell de Carratalà, o els Pilarets de Carratalà                                              | BCIN 725-MH     | Romànic Medieval, XIX-XX              | Aitona                                             | 41° 29′ 14″ N, 0° 26′ 57″ E / 41.487243°N,0.449299°E | RI-51-0006211 | Carregueu una nova foto d'aquest monument                                                                                   |
| Castell-palau dels Espolters                                                                   | BCIN 459-MH     | Obra popular, historicisme XVI, XX    | Albatàrrec Sant Gregori, 13                        | 41° 34′ 23″ N, 0° 36′ 11″ E / 41.572937°N,0.602955°E | RI-51-0006214 | Castell-palau dels Espolters (Albatàrrec) · Vegeu més fotos d'aquest monument · Carregueu una nova foto d'aquest monument   |
| Castell d'Alcanó                                                                               | BCIN 261-MH     | Gòtic XII, XVI                        | Alcanó Pl. Major, 4                                | 41° 28′ 53″ N, 0° 37′ 00″ E / 41.481439°N,0.616712°E | RI-51-0006217 | Castell d'Alcanó · Vegeu més fotos d'aquest monument · Carregueu una nova foto d'aquest monument                            |
| Castell de Montagut                                                                            | BCIN 750-MH     | Medieval                              | Alcarràs Vestigis al turó el Vilot                 | 41° 37′ 53″ N, 0° 29′ 33″ E / 41.631251°N,0.492628°E | RI-51-0006218 | Carregueu una nova foto d'aquest monument                                                                                   |
| La Torre, o Torre del Molí                                                                     | BCIN 807-MH     |                                       | Alfarràs                                           | 41° 49′ 44″ N, 0° 34′ 22″ E / 41.828935°N,0.572767°E | RI-51-0006220 | La Torre (Alfarràs) · Vegeu més fotos d'aquest monument · Carregueu una nova foto d'aquest monument                         |
| Castell d'Alfarràs, Molí d'Alfarràs, el Castell                                                | BCIN 4254-MH    | Medieval                              | Alfarràs                                           | 41° 49′ 44″ N, 0° 34′ 22″ E / 41.82890°N,0.57288°E   | RI-51-0006219 | Carregueu una nova foto d'aquest monument                                                                                   |
| Vila closa fortificada                                                                         | BCIN 767-MH     | Medieval                              | Alfés                                              | 41° 31′ 21″ N, 0° 37′ 12″ E / 41.522614°N,0.619998°E | RI-51-0006221 | Carregueu una nova foto d'aquest monument                                                                                   |
| Castell de Vinfaro                                                                             | BCIN 808-MH     | Obra popular Medieval                 | Alfés                                              | 41° 32′ 08″ N, 0° 37′ 47″ E / 41.535608°N,0.629748°E | RI-51-0006222 | Castell de Vinfaro (Alfés) · Vegeu més fotos d'aquest monument · Carregueu una nova foto d'aquest monument                  |
| Castell-comanda d'Alguaire, o Monestir de Nostra Senyora d'Alguaire i Sant Joan de Jerusalem   | BCIN 769-MH     | Obra popular XIII-XVII                | Alguaire Dalt d'un pujol proper al poble           | 41° 44′ 12″ N, 0° 34′ 41″ E / 41.736549°N,0.578012°E | RI-51-0006224 | Castell-comanda d'Alguaire · Vegeu més fotos d'aquest monument · Carregueu una nova foto d'aquest monument                  |
| Nucli històric d'Almacelles                                                                    | BCIN 4020-CH    | Neoclassicisme XVIII                  | Almacelles C. Major i c. de la Mercè               | 41° 43′ 54″ N, 0° 26′ 13″ E / 41.7316°N,0.43686°E    | IPA-14186     | Nucli històric d'Almacelles · Vegeu més fotos d'aquest monument · Carregueu una nova foto d'aquest monument                 |
| Casa de la Torre, o Casa-torre del Comte                                                       | BCIN 809-MH     | Obra popular                          | Almatret                                           | 41° 18′ 22″ N, 0° 25′ 23″ E / 41.305980°N,0.422961°E | RI-51-0006229 | Casa la Torre (Almatret) · Vegeu més fotos d'aquest monument · Carregueu una nova foto d'aquest monument                    |
| Església de Santa Maria                                                                        | BCIN 263-MH     | Gòtic, barroc XIV-XVI, XVIII-XIX      | Almenar Pl. de la Vila                             | 41° 47′ 52″ N, 0° 34′ 06″ E / 41.797729°N,0.568398°E | IPA-289       | Església de Santa Maria (Almenar) · Vegeu més fotos d'aquest monument · Carregueu una nova foto d'aquest monument           |
| Castell d'Almenar                                                                              | BCIN 774-MH     | Medieval                              | Almenar                                            | 41° 47′ 52″ N, 0° 33′ 55″ E / 41.797775°N,0.565235°E | RI-51-0006230 | Castell d'Almenar · Vegeu més fotos d'aquest monument · Carregueu una nova foto d'aquest monument                           |
| Castell-Palau d'Aspa                                                                           | BCIN 490-MH     | Gòtic XII-XV, XVI                     | Aspa C. Major                                      | 41° 29′ 50″ N, 0° 40′ 15″ E / 41.497135°N,0.670931°E | RI-51-0006256 | Castell Palau d'Aspa · Vegeu més fotos d'aquest monument · Carregueu una nova foto d'aquest monument                        |
| Castell de Corbins, o la Presó                                                                 | BCIN 702-MH     | XII                                   | Corbins                                            | 41° 41′ 33″ N, 0° 41′ 42″ E / 41.692487°N,0.695019°E | RI-51-0006316 | Castell de Corbins · Vegeu més fotos d'aquest monument · Carregueu una nova foto d'aquest monument                          |
| Castell de Gimenells                                                                           | BCIN 758-MH     | XII-XIV                               | Gimenells i el Pla de la Font                      | 41° 40′ 37″ N, 0° 23′ 42″ E / 41.676842°N,0.394885°E | RI-51-0006232 | Castell de Gimenells (Gimenells i el Pla de la Font) · Carregueu una nova foto d'aquest monument                            |
| Murs de l'antic clos murat i castell de Llardecans                                             | BCIN 973-MH     | XIII                                  | Llardecans Nord-oest de Llardecans                 | 41° 22′ 32″ N, 0° 32′ 59″ E / 41.375515°N,0.549726°E | RI-51-0006372 | Carregueu una nova foto d'aquest monument                                                                                   |
| Adar, o poblat d'Adar                                                                          | BCIN 974-MH     | XIV, XVIII                            | Llardecans Camí de Llardecans a Aitona, Adar       | 41° 25′ 25″ N, 0° 30′ 00″ E / 41.423518°N,0.499927°E | RI-51-0006373 | Adar (Llardecans) · Vegeu més fotos d'aquest monument · Carregueu una nova foto d'aquest monument                           |
| Castell de la Suda, o Castell del Rei                                                          | BCIN 143-MH     | XIV, XVIII                            | Lleida Roca Subirana del Turó de la Seu            | 41° 37′ 07″ N, 0° 37′ 33″ E / 41.618538°N,0.625899°E | RI-51-0000688 | Castell de la Suda (Lleida) · Vegeu més fotos d'aquest monument · Carregueu una nova foto d'aquest monument                 |
| Seu Vella                                                                                      | BCIN 144-MH-EN  | Romànic, gòtic XII-XIII, XIII-XV      | Lleida Turó de la Seu Vella                        | 41° 37′ 05″ N, 0° 37′ 37″ E / 41.618143°N,0.626981°E | RI-51-0000156 | Seu Vella (Lleida) · Vegeu més fotos d'aquest monument · Carregueu una nova foto d'aquest monument                          |
| Església de Sant Llorenç                                                                       | BCIN 145-MH     | Romànic, gòtic XIII, XIV-XV           | Lleida Pl. de Sant Josep - pl. de Sant Llorenç     | 41° 36′ 52″ N, 0° 37′ 18″ E / 41.614450°N,0.621638°E | RI-51-0000687 | Església de Sant Llorenç (Lleida) · Vegeu més fotos d'aquest monument · Carregueu una nova foto d'aquest monument           |
| La Paeria                                                                                      | BCIN 146-MH     | Romànic, neoclassicisme XIII, XIX, XX | Lleida Pl. de la Paeria                            | 41° 36′ 53″ N, 0° 37′ 36″ E / 41.614723°N,0.626755°E | RI-51-0004406 | La Paeria (Lleida) · Vegeu més fotos d'aquest monument · Carregueu una nova foto d'aquest monument                          |
| Antic Hospital de Santa Maria                                                                  | BCIN 147-MH     | Gòtic tardà XV-XVI                    | Lleida Pl. de la Catedral                          | 41° 36′ 46″ N, 0° 37′ 25″ E / 41.612726°N,0.623606°E | RI-51-0000176 | Antic Hospital de Santa Maria (Lleida) · Vegeu més fotos d'aquest monument · Carregueu una nova foto d'aquest monument      |
| Església de Sant Martí                                                                         | BCIN 354-MH     | Romànic XIII                          | Lleida C. Sant Martí                               | 41° 37′ 04″ N, 0° 37′ 19″ E / 41.61773°N,0.62206°E   | IPA-402       | Església de Sant Martí (Lleida) · Vegeu més fotos d'aquest monument · Carregueu una nova foto d'aquest monument             |
| Castell de Gardeny                                                                             | BCIN 355-MH     | Romànic XIII                          | Lleida Puig del Gardeny                            | 41° 36′ 31″ N, 0° 36′ 54″ E / 41.608574°N,0.614915°E | RI-51-0006374 | Castell de Gardeny (Lleida) · Vegeu més fotos d'aquest monument · Carregueu una nova foto d'aquest monument                 |
| Capella de Sant Jaume o Santiago                                                               | BCIN 356-MH     | Gòtic XIV                             | Lleida C. Major - c. dels Cavallers                | 41° 36′ 48″ N, 0° 37′ 29″ E / 41.613431°N,0.624674°E | IPA-404       | Capella de Sant Jaume (Lleida) · Vegeu més fotos d'aquest monument · Carregueu una nova foto d'aquest monument              |
| Capella de la Sang, Església de la Sang, Oratori de la Sang                                    | BCIN 357-MH-EN  | Renaixement XVI                       | Lleida C. de Sant Antoni, 50 - c- Germanetes, 4    | 41° 36′ 42″ N, 0° 37′ 16″ E / 41.6118°N,0.62117°E    | IPA-405       | Capella de la Sang (Lleida) · Vegeu més fotos d'aquest monument · Carregueu una nova foto d'aquest monument                 |
| Fortificacions de tipus Vauban                                                                 | BCIN 975-MH     | XVIII                                 | Lleida Turó de la Seu Vella                        | 41° 37′ 01″ N, 0° 37′ 35″ E / 41.616986°N,0.626432°E | RI-51-0006375 | Fortificacions de tipus Vauban (Lleida) · Vegeu més fotos d'aquest monument · Carregueu una nova foto d'aquest monument     |
| Muralla de la ciutat feudal                                                                    | BCIN 976-MH     | XVII-XVIII                            | Lleida Nucli antic                                 | 41° 37′ 00″ N, 0° 37′ 30″ E / 41.616752°N,0.624952°E | RI-51-0006376 | Muralla de la ciutat feudal (Lleida) · Vegeu més fotos d'aquest monument · Carregueu una nova foto d'aquest monument        |
| Castell de Sucs                                                                                | BCIN 977-MH     | Medieval                              | Lleida                                             | 41° 42′ 09″ N, 0° 24′ 52″ E / 41.702601°N,0.414493°E | RI-51-0006377 | Castell de Sucs (Lleida) · Vegeu més fotos d'aquest monument · Carregueu una nova foto d'aquest monument                    |
| Castell de Raïmat                                                                              | BCIN 978-MH     | Obra popular XVII, XX                 | Lleida                                             | 41° 40′ 34″ N, 0° 28′ 43″ E / 41.676246°N,0.478562°E | RI-51-0006852 | Castell de Raïmat (Lleida) · Vegeu més fotos d'aquest monument · Carregueu una nova foto d'aquest monument                  |
| Seu Nova, o Catedral de l'Assumpció                                                            | BCIN 1957-MH    | Neoclassicisme, barroc XVIII          | Lleida Pl. de la Catedral                          | 41° 36′ 48″ N, 0° 37′ 23″ E / 41.613218°N,0.623003°E | RI-51-0010177 | Seu Nova (Lleida) · Vegeu més fotos d'aquest monument · Carregueu una nova foto d'aquest monument                           |
| Església de Sant Ruf de Lleida, Monestir de Sant Ruf                                           | BCIN 4389-LH-EN | Romànic XIII                          | Lleida Ctra. de Torre-serona, partida de la Plana  | 41° 38′ 16″ N, 0° 38′ 15″ E / 41.63774°N,0.63739°E   | IPA-401       | Església de Sant Ruf de Lleida · Vegeu més fotos d'aquest monument · Carregueu una nova foto d'aquest monument              |
| Muralla d'època andalusina                                                                     | BCIN 4515-MH    | Preromànic X-XI                       | Lleida                                             |                                                      | IPA-46784     | Carregueu una nova foto d'aquest monument                                                                                   |
| Muralla d'època moderna                                                                        | BCIN 4516-MH    | XVII-XIX                              | Lleida Muralla de Magdalena i el Baluard del Carme |                                                      | IPA-46785     | Carregueu una nova foto d'aquest monument                                                                                   |
| Castell de Corregó                                                                             | BCIN 1305-MH    |                                       | La Portella Corregó                                | 41° 42′ 51″ N, 0° 39′ 11″ E / 41.714263°N,0.653017°E | RI-51-0006446 | Carregueu una nova foto d'aquest monument                                                                                   |
| Castell de Sarroca                                                                             | BCIN 1549-MH    | XIII                                  | Sarroca de Lleida                                  | 41° 27′ 30″ N, 0° 33′ 46″ E / 41.458459°N,0.562849°E | RI-51-0006480 | Castell de Sarroca (Sarroca de Lleida) · Vegeu més fotos d'aquest monument · Carregueu una nova foto d'aquest monument      |
| Basílica paleocristiana del Bovalar                                                            | BCIN 210-MH     | Paleocristià/tardo-romà IV            | Seròs                                              | 41° 27′ 19″ N, 0° 25′ 37″ E / 41.455182°N,0.426957°E | RI-51-0004357 | Basílica paleocristiana del Bovalar (Seròs) · Vegeu més fotos d'aquest monument · Carregueu una nova foto d'aquest monument |
| Torre dels Moros, o Torre d'Algorfa                                                            | BCIN 1560-MH    | Romà                                  | Seròs Torre d'Antoni Violí                         | 41° 26′ 35″ N, 0° 22′ 58″ E / 41.443024°N,0.382658°E | RI-51-0006482 | Carregueu una nova foto d'aquest monument                                                                                   |
| Casal palau dels Marquesos d'Aitona, o Palau dels Montcada, Palau dels Marquesos de Medinaceli | BCIN 1561-MH    | Renaixement XVI-XVII                  | Seròs Pl. Mestre Viladegut, 8                      | 41° 27′ 47″ N, 0° 24′ 33″ E / 41.463160°N,0.409226°E | RI-51-0006483 | Casal palau dels Marquesos d'Aitona (Seròs) · Vegeu més fotos d'aquest monument · Carregueu una nova foto d'aquest monument |
| Castell de Gebut                                                                               | BCIN 1580-MH    | XI                                    | Soses                                              | 41° 30′ 49″ N, 0° 28′ 21″ E / 41.513727°N,0.472400°E | RI-51-0006490 | Castell de Gebut (Soses) · Vegeu més fotos d'aquest monument · Carregueu una nova foto d'aquest monument                    |
| Castell de Sunyer                                                                              | BCIN 3998-MH    | XII                                   | Sunyer                                             | 41° 31′ 26″ N, 0° 35′ 31″ E / 41.52395°N,0.592079°E  | IPA-37134     | Carregueu una nova foto d'aquest monument                                                                                   |
| Església de Sant Salvador                                                                      | BCIN 402-MH     | Romànic, gòtic XII, XIV               | Torrebesses                                        | 41° 25′ 40″ N, 0° 35′ 41″ E / 41.427666°N,0.594711°E | RI-51-0011221 | Església de Sant Salvador (Torrebesses) · Vegeu més fotos d'aquest monument · Carregueu una nova foto d'aquest monument     |
| Castell-palau de Torrebesses                                                                   | BCIN 1637-MH    | XII-XV, XVIII                         | Torrebesses                                        | 41° 25′ 37″ N, 0° 35′ 39″ E / 41.426906°N,0.594233°E | RI-51-0006511 | Castell-palau de Torrebesses · Vegeu més fotos d'aquest monument · Carregueu una nova foto d'aquest monument                |
| Torre Grallera                                                                                 | BCIN 1644-MH    |                                       | Torrefarrera La Grallera                           | 41° 41′ 18″ N, 0° 37′ 20″ E / 41.68824°N,0.622164°E  | RI-51-0006512 | Torre Grallera (Torrefarrera) · Vegeu més fotos d'aquest monument · Carregueu una nova foto d'aquest monument               |
| Castell de Torres                                                                              | BCIN 1657-MH    | Obra popular Medieval, XVIII          | Torres de Segre                                    | 41° 32′ 05″ N, 0° 30′ 42″ E / 41.534626°N,0.511745°E | RI-51-0006522 | Castell de Torres (Torres de Segre) · Vegeu més fotos d'aquest monument · Carregueu una nova foto d'aquest monument         |

## Patrimoni arqueològic
Tres jaciment del Segrià estan inscrits com a Patrimoni de la Humanitat formant part de l'art rupestre de l'arc mediterrani de la península Ibèrica.
| Monument                                               | Protecció       | Estil/època                                                                       | Localització                                  | Coordenades                                          | Codi?         | Imatge |
| ------------------------------------------------------ | --------------- | --------------------------------------------------------------------------------- | --------------------------------------------- | ---------------------------------------------------- | ------------- | --- |
| Pintures rupestres d'Alfés                             | PH BCIN 1982-ZA | Abrics i similars amb representació gràfica, pintura. Epipaleolític (-9000/-5000) | Alfés                                         | 41° 30′ 58″ N, 0° 39′ 19″ E / 41.516133°N,0.655155°E | RI-55-0000305 | Carregueu una nova foto d'aquest monument                                                                   |
| Roca de la Sénia                                       | BCIN ZA         | Lloc amb representació gràfica sobre pedra, altres. Romà (-218/476)               | Almatret Riba esquerra del pantà de Riba-roja | 41° 19′ 35″ N, 0° 21′ 13″ E / 41.326275°N,0.353618°E | IPAPC-68      | Carregueu una nova foto d'aquest monument                                                                   |
| Abric del barranc de Canà, o Abric de la Mina Federica | PH BCIN 1983-ZA | Abrics i similars amb representació gràfica, pintura. Bronze (-1800/-650)         | La Granja d'Escarp Barranc de la vall de Canà | 41° 23′ 53″ N, 0° 19′ 55″ E / 41.398080°N,0.331816°E | RI-55-0000310 | Carregueu una nova foto d'aquest monument                                                                   |
| Abric del barranc de Sant Jaume                        | PH BCIN 1984-ZA | Abrics i similars amb representació gràfica, pintura, gravat. Bronze (-1800/-650) | La Granja d'Escarp                            | 41° 24′ 23″ N, 0° 20′ 30″ E / 41.406255°N,0.341781°E | RI-55-0000311 | Carregueu una nova foto d'aquest monument                                                                   |
| Plaça de Sant Joan                                     | BCIN 1985-ZA    | Lloc d'habitació sense estructures. Des de Ferro-Ibèric Ple a Romà (-450/476)     | Lleida Pl. Sant Joan i voltants               | 41° 36′ 58″ N, 0° 37′ 39″ E / 41.615985°N,0.627378°E | RI-55-0000087 | Plaça de Sant Joan (Lleida) · Vegeu més fotos d'aquest monument · Carregueu una nova foto d'aquest monument |
| Termes públiques de la ciutat romana d'Ilerda          | BCIN 3831-ZA    | Edifici públic, termes. Romà (-218/476)                                           | Lleida C. Cardenal Remolins i c. Democràcia   | 41° 37′ 10″ N, 0° 37′ 50″ E / 41.619495°N,0.630621°E | IPAPC-12507   | Carregueu una nova foto d'aquest monument                                                                   |
| Abric de la Figuera, o Abric de Lleonàs                | BCIN 3957-ZA    | Abrics i similars amb representació gràfica, pintura. Neolític (-5500/-2200)      | Torres de Segre Racó de la Figuera            | 41° 28′ 17″ N, 0° 31′ 52″ E / 41.471500°N,0.531236°E | IPAPC-13372   | Carregueu una nova foto d'aquest monument                                                                   |

A més, alguns monuments històrics estan inclosos també en l'Inventari del Patrimoni Arqueològic i Paleontològic de Catalunya (IPAPC) per tenir protegit igualment el seu subsol o l'entorn.